# Liste der Straßen, Plätze und Brücken in Hamburg-Hamm

Lage von Hamm in Hamburg und im Bezirk Hamburg-Mitte (hellrot)

Die Liste der Straßen, Plätze und Brücken in Hamburg-Hamm ist eine Übersicht der im Hamburger Stadtteil Hamm vorhandenen Straßen, Plätze und Brücken. Sie ist Teil der Liste der Verkehrsflächen in Hamburg.

## Überblick
In Hamm (Ortsteilnummern 121 bis 127) leben 38868 Einwohner (Stand: 31. Dezember 2023) auf 3,8 km². Hamm liegt in den Postleitzahlenbereichen 20535, 20537, 22087 und 22089.
In Hamm gibt es 116 benannte Verkehrsflächen, darunter drei Plätze und elf Brücken. Die meisten sind entweder Flurbezeichnungen oder Teil einer der folgenden Themengruppen (von Nord nach Süd):
- Freunde und Weggefährten von Karl Sieveking (beidseits der Sievekingsallee)
- ehemalige Pastoren der Hammer Dreifaltigkeitskirche
- ehemalige Landhausbesitzer oder -bewohner (vor allem südlich der Hammer Landstraße)
- „Völkerstämme“ (Alemannen, Sorben, Wenden)

Die meisten Namen stammen aus der Zeit der Erschließung und Bebauung des Stadtteils Ende des 19. und Anfang des 20. Jahrhunderts. Ein Großteil beruht auf Vorschlägen von Otto Beneke, der als Leiter des Senatsarchivs die städtischen Behörden seinerzeit bei der Namensfindung für die neuanzulegenden Straßen beriet.

## Übersicht der Straßen
Die nachfolgende Tabelle gibt eine Übersicht über alle benannten Verkehrsflächen – Straßen, Plätze und Brücken – im Stadtteil sowie einige dazugehörige Informationen. Im Einzelnen sind dies:
- Name/Lage: aktuelle Bezeichnung der Straße, des Platzes oder der Brücke. Über den Link (Lage) kann die Straße, der Platz oder die Brücke auf verschiedenen Kartendiensten angezeigt werden. Die Geoposition gibt dabei ungefähr die Mitte an. Bei längeren Straßen, die durch zwei oder mehr Stadtteile führen, kann es daher sein, dass die Koordinate in einem anderen Stadtteil liegt.
- Straßenschlüssel: amtlicher Straßenschlüssel, bestehend aus einem Buchstaben (Anfangsbuchstabe der Straße, des Platzes oder der Brücke) und einer dreistelligen Nummer.
- Länge/Maße in Metern:
Hinweis: Die in der Übersicht enthaltenen Längenangaben sind nach mathematischen Regeln auf- oder abgerundete Übersichtswerte, die im Digitalen Atlas Nord[1] mit dem dortigen Maßstab ermittelt wurden. Sie dienen eher Vergleichszwecken und werden, sofern amtliche Werte bekannt sind, ausgetauscht und gesondert gekennzeichnet.
Bei Plätzen sind die Maße in der Form a × b bei rechteckigen Anlagen oder a × b × c bei dreiecksförmigen Anlagen mit a als längster Kante dargestellt.
Der Zusatz (im Stadtteil) gibt an, wie lang die Straße innerhalb des Stadtteils ist, sofern sie durch mehrere Stadtteile verläuft.
- Namensherkunft: Ursprung oder Bezug des Namens.
- Datum der Benennung: Jahr der offiziellen Benennung oder der Ersterwähnung eines Namens, bei Unsicherheiten auch die Angabe eines Zeitraums.
- Anmerkungen: Weitere Informationen bezüglich anliegender Institutionen, der Geschichte der Straße, historischer Bezeichnungen, Baudenkmale usw.
- Bild: Foto der Straße oder eines anliegenden Objektes.

| Name/Lage                       | Straßen- schlüssel | Länge/Maße (in Metern) | Namensherkunft | Datum der Benennung                                                                                                | Anmerkungen | Bild                                                                                        |
| ------------------------------- | ------------------ | ---------------------- | --- | --- | --- | ------------------------------------------------------------------------------------------- |
| Alemannenweg (Lage)             | A070               | 0270                   | nach dem „Volksstamm“ der Alemannen | 1938 | |                                                                                             |
| Am Elisabethgehölz (Lage)       | A221               | 0530                   | nach einer Tochter der Familie Sieveking, zu deren Grundbesitz das einstige Gehölz gehörte                                                                                | 1924 | besteht aus zwei gleich langen Straßenteilen nördlich und südlich des namengebenden Gehölzes |                                                                                             |
| Am Hünenstein (Lage)            | A254               | 0220                   | Flurname: nach einem früher in der Nähe befindlichen Hünengrab | 1929 | | Am Hünenstein                                                                               |
| Auf den Blöcken (Lage)          | A506               | 0320                   | Flurname: Blöcke = Ackerstücke | 1910 | |                                                                                             |
| Bei der Hammer Kirche (Lage)    | B171               | 0230                   | nach der Hammer Dreifaltigkeitskirche | 1. Hälfte d. 19. Jahrhunderts                                                                                      | |                                                                                             |
| Bei der Vogelstange (Lage)      | B188               | 0200                   | nach einer früher hier befindlichen Stange zum Vogelschießen | 1936 | |                                                                                             |
| Beim Hammer Marktplatz (Lage)   | B209               | 0090                   | nach Lage und ehemaliger Funktion im Stadtteil | um 1816 | |                                                                                             |
| Beltgens Garten (Lage)          | B240               | 0290                   | nach Ottavio Beltgen (1679–1716), Kaufmann und früherer Besitzer des Geländes zwischen Grevenweg, Hammer Landstraße und Mittelkanal                                       | 1948 (zuvor: Claudiusstraße)                                                                                       | |                                                                                             |
| Bergedorfer Straße (Lage)       | B255               | 0090 (im Stadtteil)    | Straße nach Bergedorf | 1954 | östlicher Teil in Horn, Billstedt und Lohbrügge, Gesamtlänge bis Bergedorf: ca. 12 km |                                                                                             |
| Bethesdastraße (Lage)           | B302               | 0460 (im Stadtteil)    | nach dem früher an der Ecke Burgstraße gelegenen Bethesda-Krankenhaus, gegründet 1860 von Elise Averdieck                                                                 | 1887 | westlicher Teil in Borgfelde |                                                                                             |
| Billufer (Lage)                 | B335               | 010 (im Stadtteil)     | nach der Lage am Ufer der Bille | 1953 | östlicher Teil in Horn |                                                                                             |
| Boomhof (Lage)                  | B473               | 0050                   | möglicherweise Flurbezeichnung für einen früheren Obstgarten | 1929 | |                                                                                             |
| Borstelmannsweg (Lage)          | B508               | 1200                   | nach Johann Borstelmann (1821–75), vormaliger Besitzer des Geländes | 1857 | |                                                                                             |
| Braune Brücke (Lage)            | B563               | 0090 (im Stadtteil)    | vierter der seit dem Mittelalter nach Farben bezeichneten Übergänge über die Bille                                                                                        | 1929 | südlicher Teil in Rothenburgsort |                                                                                             |
| Braußpark (Lage)                | B568               | 0210                   | August Heinrich Brauß (1815–96 oder 1900), Finanzdeputierter, besaß hier zwischen 1861 und 1889 eine Gartenanlage                                                         | 1910 | |                                                                                             |
| Bundsensweg (Lage)              | B709               | 0180                   | Axel Bundsen (1768–1832), dänischer Architekt, errichtete auf dem früher hier gelegenen Anwesen des Senators Rücker (siehe Rückersweg) ein Gartenhaus                     | 1910 | |                                                                                             |
| Burgstraße (Lage)               | B719               | 0430                   | möglicherweise nach einem als „Burg“ bezeichneten Anwesen der Ritter von Hamme, oder aber auch wegen ihrer Lage auf dem Burg- bzw. Borgfelde                              | 1853 | westliche Seite in Borgfelde; Teil der Bundesstraße 5 | Burgstraße (Hamburg-Borgfelde)                                                              |
| Carl-Petersen-Straße (Lage)     | C006               | 0950                   | Carl Wilhelm Petersen, Erster Bürgermeister Hamburgs 1924–29 und 1932 | 1946, zuvor: Mittelstraße (seit 1870)                                                                              | das Teilstück westlich der Schwarzen Straße hieß um 1900 noch „Hinter der Landwehr“ |                                                                                             |
| Caspar-Voght-Straße (Lage)      | C012               | 1050                   | Caspar Voght, Unternehmer und Sozialreformer, unterstützte seinen Patensohn Karl Sieveking bei der Umgestaltung seines Hammer Hofes in ein landwirtschaftliches Mustergut | 1916 | u. a. Ballettschule des Hamburg Ballett |                                                                                             |
| Chapeaurougeweg (Lage)          | C017               | 0480                   | Jaques de Chapeaurouge, Hamburger Kaufmann und früherer Besitzer des Hammer Hofes                                                                                         | 1927 | durch das Elisabethgehölz in zwei Teile getrennt |                                                                                             |
| Chateauneufstraße (Lage)        | C022               | 0490                   | Alexis de Chateauneuf, Architekt, entwarf für Karl Sieveking mehrere Gebäude auf dessen Landgut Hammer Hof sowie das Sieveking-Mausoleum auf dem Alten Hammer Friedhof    | 1926 | |                                                                                             |
| Curtiusweg (Lage)               | C070               | 0220                   | Carl Georg Curtius, Lübecker Ratssyndikus und Mitstreiter Karl Sievekings im Widerstand gegen Napoleon                                                                    | 1928 | |                                                                                             |
| Dalenstieg (Lage)               | D015               | 0130                   | nach einem im 13./14. Jahrhundert an der Billemündung gelegenen Ort | 1914 | |                                                                                             |
| Diagonalstraße (Lage)           | D084               | 0840                   | Flurname: nach der „diagonalen“ Lage auf der Karte | 1930 | |                                                                                             |
| Dimpfelweg (Lage)               | D113               | 0240                   | nach der im 18. Jahrhundert hier ansässigen Kaufmannsfamilie Dimpfel | 1966 neu angelegt (der frühere „Dimpfels Weg“ befand sich weiter westlich zwischen Beltgens Garten und Hammer Weg) | |                                                                                             |
| Dobbelersweg (Lage)             | D119               | 0710                   | nach der Kaufmannsfamilie de Dobbeler, die hier im 18. Jahrhundert Grund besaß                                                                                            | 1907 | |                                                                                             |
| Döhnerstraße (Lage)             | D124               | 0310                   | nach August Friedrich Gustav Adolf Döhner (1814–1888) und dessen Frau Sophie Döhner, geb. Hube (1817–1892), Gründerin des Sophie-Döhner-Hube-Stiftes                      | 1904 | |                                                                                             |
| Dorfgang (Lage)                 | D152               | 0130                   | zur Erinnerung an Hamm als früheres Dorf | 1899, zuvor auch Bäckergang                                                                                        | |                                                                                             |
| Droopweg (Lage)                 | D201               | 0610                   | nach der hier ansässigen Familie Droop, die über Jahrhunderte in Hamburg verschiedene öffentliche Ämter innehatte                                                         | 1909 | | Droopweg                                                                                    |
| Ebelingplatz (Lage)             | E287               | 0070                   | Christoph Daniel Ebeling (1741–1817), Gymnasialprofessor, Stadtbibliothekar und Aufklärer                                                                                 | 1977, vorher: Hammer Weg                                                                                           | |                                                                                             |
| Eiffestraße (Lage)              | E081               | 1760 (im Stadtteil)    | Franz Ferdinand Eiffe (1825–1875), Kaufmann und Senator, für seine Verdienste als Präses der Baudeputation und als Landherr                                               | 1866 | westlicher Teil in Borgfelde; Teil der Bundesstraße 5 |                                                                                             |
| Eitzensweg (Lage)               | E115               | 0200                   | Albrecht von Eitzen (1578–1653), Hamburger Bürgermeister | 1929 | | Eitzensweg                                                                                  |
| Erste Borstelmannbrücke (Lage)  | –                  | 0040                   | siehe Borstelmannsweg | 1930 | im Verlauf des Borstelmannswegs über den Mittelkanal |                                                                                             |
| Erste Diagonalbrücke (Lage)     | –                  | 0040                   | siehe Diagonalstraße | 1930 | im Verlauf der Diagonalstraße über den Mittelkanal |                                                                                             |
| Erste Grevenbrücke (Lage)       | –                  | 0040                   | siehe Grevenweg | 1930 | nordwestliche Seite in Borgfelde, südwestliche Seite in Hammerbrook; im Verlauf des Grevenwegs über den Mittelkanal | Erste Grevenbrücke                                                                          |
| Erste Luisenbrücke (Lage)       | –                  | 0040                   | siehe Luisenweg | 1930 | im Verlauf des Luisenwegs über den Mittelkanal |                                                                                             |
| Ewaldsweg (Lage)                | E270               | 0210                   | Ehrenreich Gotthold Ewald war von 1787 bis 1798 Eigentümer des später „Rückerschen“ Grundstücks                                                                           | 1910 | | Ewaldsweg                                                                                   |
| Fahrenkamp (Lage)               | F009               | 0340                   | Flurname: Kamp = Feld | 1916 | |                                                                                             |
| Fuchsloch (Lage)                | F265               | 0085                   | Flurname | 1910 | |                                                                                             |
| Grevenweg (Lage)                | G231               | 0970                   | „Grafenweg“, den sich die Grafen von Holstein als Zugang zur Bille vorbehielten, nachdem sie den umliegenden Hammerbrook an Hamburg vermacht hatten                       | 1539(?) | westliche Seite bis zum Mittelkanal in Borgfelde, danach in Hammerbrook; bis zur Eiffestraße Teil der Bundesstraße 5 | Grevenweg, Blick Richtung Süden von der Kreuzung Borgfelder Straße/Burgstraße/Sievekingdamm |
| Griesstraße (Lage)              | G235               | 0990                   | Johann Diederich Gries, Dichter und Johann Michael Gries, Syndikus, beide zum Freundeskreis um Karl Sieveking gehörig                                                     | 1910/29 | |                                                                                             |
| Grootsruhe (Lage)               | G254               | 0105                   | Hugo Grotius, soll hier während seines Exils einige Zeit gelebt haben | 1929 | |                                                                                             |
| Hammer Baum (Lage)              | H078               | 0270                   | früherer (Zoll-)Schlagbaum an der Hammer Landstraße | 1929 | |                                                                                             |
| Hammer Berg (Lage)              | H079               | 0290                   | nach der Lage am Geesthang | 1931 | |                                                                                             |
| Hammer Deich (Lage)             | H080               | 0580 (im Stadtteil)    | nach Lage und Funktion zum Schutz gegen die Bille | 17. Jahrhundert | westlicher Teil in Hammerbrook |                                                                                             |
| Hammer Hof (Lage)               | H081               | 0460                   | Name des einstigen Landsitzes der Familien Chapeaurouge und Sieveking, aus dem der heutige Hammer Park entstand                                                           | 19 | |                                                                                             |
| Hammer Landstraße (Lage)        | H082               | 1800                   | | 19. Jahrhundert | seit dem Mittelalter als Heerweg Richtung Bergedorf und Berlin nachgewiesen, heutiger Name schon vor 1900 in Gebrauch, auch für die heutige Borgfelder Straße                                                                                                  |                                                                                             |
| Hammer Steindamm (Lage)         | H084               | 1355 (im Stadtteil)    | älteste gepflasterte Verbindungsstraße nach Eilbek und Wandsbek | 1856 | nördlicher Teil in Hamburg-Eilbek; in älteren Quellen auch als Mühlen- oder Möhlenweg |                                                                                             |
| Hammer Weg (Lage)               | H086               | 0140                   | nach der Lage im Stadtteil | 1888 | |                                                                                             |
| Hanfftsweg (Lage)               | H097               | 0180                   | Johann Hanfft (1780–1827), Schlachtermeister und Patriot, der 1813 auf eigene Kosten eine Eskadron Reiter der Hanseatischen Legion ausrüsten ließ und befehligte          | 1929 | |                                                                                             |
| Hirschgraben (Lage)             | H466               | 0220 (im Stadtteil)    | Flurname in Anlehnung an den als „Hirschbruch“ gedeuteten alten Namen „Hertzebrook“ für Hasselbrook                                                                       | 1866 | nördlicher Teil in Eilbek; ursprünglich nur nördlich der Hasselbrookstraße, der südliche Abschnitt bis zur Sievekingsallee gehörte vor 1945 zur Jordanstraße                                                                                                   |                                                                                             |
| Hirtenstraße (Lage)             | H472               | 0470                   | nach einem früher hier befindlichen Hirtenhaus | 19. Jahrhundert | |                                                                                             |
| Hohe Landwehr (Lage)            | H540               | 0380                   | Teil der historischen Landwehr, die das Vorfeld der Stadtbefestigung gegen Räuber und anrückende Truppen schützen sollte, siehe Landwehr (Hamburg)                        | 1951 (vorher Landwehr bzw. Alte Landwehr)                                                                          | |                                                                                             |
| Horner Weg (Lage)               | H640               | 0740 (im Stadtteil)    | alter Verbindungsweg zum Nachbardorf Horn | 1865, vorher: Redder                                                                                               | östlicher Teil in Horn |                                                                                             |
| Horner Wegbrücke (Lage)         | –                  | 0040                   | in Anlehnung an den Horner Weg | 1901 | östlicher Teil in Horn |                                                                                             |
| Howisch (Lage)                  | H652               | 0060                   | Flurname: „hohe Wiese“ = höchste der zur Bille hin abfallenden Wiesen | 1929 | |                                                                                             |
| Hübbesweg (Lage)                | H659               | 0290                   | u. a. Wasserbaudirektor Heinrich Hübbe (1803–71) sowie Landvogt und Heimatforscher Wilhelm Hübbe (1804–86)                                                                | 1909 | |                                                                                             |
| Jordanstraße (Lage)             | J074               | 0290                   | Flurname: früher auch im oder beim Jorden oder Jordan | 1868 | ursprünglich bis zur Hasselbrookstraße, der Abschnitt nördlich der Sievekingsallee heißt heute Hirschgraben |                                                                                             |
| Kentzlerdamm (Lage)             | K134               | 0190                   | nach der Oberalten- und Senatorenfamilie Kentzler | 1948, zuvor: Kentzlers Weg                                                                                         | |                                                                                             |
| Kreuzbrook (Lage)               | K424               | 0240                   | Flurname: vermutlich nach einem alten Holzkreuz, das die Grenze des Kirchspiels von St. Jacobi markierte                                                                  | 1905 | |                                                                                             |
| Krugtwiete (Lage)               | K461               | 0095                   | nach einem im 18. Jahrhundert hier an der Hammer Landstraße gelegenen Wirtshaus                                                                                           | | |                                                                                             |
| Landwehr (Lage)                 | L024               | 0170                   | siehe Landwehr (Hamburg) | 1890 | nördlicher Teil in Hohenfelde und Eilbek, die Westseite des südlichen Teils in Borgfelde; Teil der Bundesstraße 5 |                                                                                             |
| Landwehrdamm (Lage)             | L025               | 0120                   | siehe Landwehr (Hamburg) | nach 1900? | |                                                                                             |
| Launitzweg (Lage)               | L090               | 0120                   | Eduard Schmidt von der Launitz, Maler und Künstlerfreund Karl Sievekings                                                                                                  | 1926 | |                                                                                             |
| Lohhof (Lage)                   | L224               | 0380                   | Flurname, vermutlich nach einem auf einer Lichtung (Lohe) gelegenen Bauernhof                                                                                             | 1909 | |                                                                                             |
| Luisenweg (Lage)                | L308               | 0970                   | nach der Tochter des in Hamm ansässigen Senators Peter Heinrich Wilhelm Großmann                                                                                          | 1865 | |                                                                                             |
| Marienthaler Straße (Lage)      | M053               | 1620                   | nach dem Nachbarstadtteil Marienthal | 1894, vorher seit 1874 „Obere Querstraße“                                                                          | |                                                                                             |
| Meridianstraße (Lage)           | M159               | 0150                   | nach dem Straßenverlauf entlang des Meridians | 1884 | |                                                                                             |
| Mettlerkampsweg (Lage)          | M171               | 0470                   | David Christopher Mettlerkamp, Befehlshaber der Hamburger Bürgergarde | 1928 | |                                                                                             |
| Moorende (Lage)                 | M258               | 0260                   | Flurname: südliches Ende des feucht-moorigen Hasselbrook | 1910 | |                                                                                             |
| Morahtstieg (Lage)              | M299               | 0140                   | Ernst Adolph Moraht (1833–1879), Pastor der Hammer Dreifaltigkeitskirche                                                                                                  | 1964 | nicht zu verwechseln mit der früheren Moraht-Straße in Horn, die im Zuge der Luftangriffe auf Hamburg im Zweiten Weltkrieg zerstört und nicht wieder aufgebaut wurde                                                                                           |                                                                                             |
| Nerlichsweg (Lage)              | N028               | 0120                   | Friedrich Nerlich oder Nerly, Maler und Künstlerfreund Karl Sievekings | 1926 | |                                                                                             |
| Neue Süderstraße (Lage)         | N                  | 0550                   | in Anlehnung an die Süderstraße | 2021 | vormals Teil der Süderstraße | Neue Süderstraße                                                                            |
| Ohlendorffstraße (Lage)         | O059               | 0160                   | Johann Heinrich Ohlendorff, Landschaftsgärtner und Betreiber einer Baumschule in Hamm                                                                                     | 1885 | |                                                                                             |
| Osterbrook (Lage)               | O136               | 0820                   | Flurname: östlicher Teil des Hammerbrooks | 1899 | |                                                                                             |
| Osterbrookplatz (Lage)          | O222               | 0100 × 40              | in Anlehnung an die Straße Osterbrook | 2011 | |                                                                                             |
| Palmerstraße (Lage)             | P015               | 0290                   | Otto Palmer (1842–1905), Pastor der Hammer Dreifaltigkeitskirche | 1964, zuvor: Ritterstraße                                                                                          | |                                                                                             |
| Perthesweg (Lage)               | P072               | 0560                   | Friedrich Christoph Perthes, Verleger und „Patriot“ im Widerstand gegen Napoleon                                                                                          | 1929 | |                                                                                             |
| Peterskampweg (Lage)            | P082               | 0255 (im Stadtteil)    | Flurname: Kamp = Feld | 1884 | nördlicher Teil in Eilbek; der Abschnitt südlich der Hasselbrookstraße gehörte vor 1945(?) zur Stoeckhardstraße |                                                                                             |
| Platz der Kinderrechte (Lage)   | P                  | 0045 × 35              | aus Anlass des 30. Jahrestages der UN-Kinderrechtskonvention | 2019 | |                                                                                             |
| Poelsweg (Lage)                 | P148               | 0130                   | Piter Poel, Publizist und Freund von Karl Sieveking | 1929 | |                                                                                             |
| Pröbenweg (Lage)                | P205               | 0180                   | Pröven (niederdeutsch für Pfründe), kirchlicher Grundbesitz, der eine festgesetzte Rente aufzubringen hatte                                                               | 1907 | |                                                                                             |
| Quellenweg (Lage)               | Q006               | 0460                   | bis 1938 Neanderstraße, nach August Neander, Studienfreund Karl Sievekings, von den Nazis wegen seiner jüdischen Herkunft getilgt                                         | 1938 | |                                                                                             |
| Riesserstraße (Lage)            | R197               | 0300                   | Gabriel Riesser, Jurist und Vizepräsident der Frankfurter Nationalversammlung                                                                                             | 1957, zuvor: Sievekingsallee                                                                                       | |                                                                                             |
| Ritterstraße (Lage)             | R212               | 0225 (im Stadtteil)    | möglicherweise nach einem Ritter von Hamme, der im 14. Jahrhundert dem Hamburger Domkapitel angehörte und diesem seinen Besitz vermachte                                  | 1868/1904 | nördlicher Teil in Eilbek; umfasste bis 1964 auch die heutige Palmerstraße |                                                                                             |
| Rückersbrücke (Lage)            | –                  | 0040                   | in Anlehnung an den Rückersweg | 1930 | überquert im Zuge des Rückerswegs den Mittelkanal |                                                                                             |
| Rückersweg (Lage)               | R335               | 0650                   | nach Johann Hinrich Rücker (1780–1837), Senator und Grundbesitzer in Hamm                                                                                                 | 1890 | |                                                                                             |
| Rumpffsweg (Lage)               | R368               | 0240                   | nach der Grundbesitzerfamilie Rumpff | 1909 | |                                                                                             |
| Saling (Lage)                   | S018               | 0370                   | Flurname | 1910 | |                                                                                             |
| Salingtwiete (Lage)             | S019               | 0090                   | im Anschluss an den Saling | 1951 | |                                                                                             |
| Schadesweg (Lage)               | S091               | 0290                   | nach dem Ingenieur Heinrich Schade (um 1700) | 1909 | |                                                                                             |
| Schulenbeksweg (Lage)           | S312               | 0160                   | Flurname nach einem früheren Wasserlauf | 1911 | |                                                                                             |
| Schurzallee-Mitte (Lage)        | S331               | 0660                   | Carl Schurz | um 1930 | |                                                                                             |
| Schurzallee-Nord (Lage)         | S332               | 0360                   | Carl Schurz | um 1930 | |                                                                                             |
| Schwarze Straße (Lage)          | S345               | 0160                   | unsicher, möglicherweise nach einem früheren Grundbesitzer | 19. Jahrhundert?                                                                                                   | |                                                                                             |
| Sievekingdamm (Lage)            | S440               | 0930                   | ursprünglich nach Karl Sieveking (vgl. Sievekingsallee) benannt, seit 2020 aber seiner Cousine Amalie Sieveking, Begründerin der weiblichen Diakonie, gewidmet            | 1945, zuvor: Horst-Wessel-Straße                                                                                   | der nördliche Teil ist seit alters her als (Weg) „Hinter den Höfen“ belegt, der südliche Teil wurde in den 1930er Jahren als Autobahnzubringer angelegt und zugleich die gesamte Straße nach Horst Wessel benannt                                              |                                                                                             |
| Sievekingsallee (Lage)          | S442               | 1885 (im Stadtteil)    | Karl Sieveking, hamburgischer Senatssyndikus und führender „Patriot“ im Kampf gegen Napoleon, Besitzer des Hammer Hofes                                                   | um 1914 | östlicher Teil in Horn; ursprünglich nur zwischen Horner Kreisel und Saling, der westliche Abschnitt zur Bürgerweide wurde nach 1945 durch die Trümmerwüste angelegt und dabei mehrere alte Wohnstraßen geteilt und zu Sackgassen (Jordanstraße, Ritterstraße) |                                                                                             |
| Slebuschstieg (Lage)            | S461               | 0120                   | nach der Ratsherrenfamilie Slebusch, die hier im 17. Jahrhundert Land besaß                                                                                               | 1929 | | Slebuschstieg                                                                               |
| Smidtstraße (Lage)              | S465               | 0220                   | Johann Smidt, Bremer Bürgermeister und Mitstreiter Karl Sievekings im Kampf gegen Napoleon                                                                                | 1929 | |                                                                                             |
| Sorbenstraße (Lage)             | S511               | 0290 (im Stadtteil)    | nach dem „Volksstamm“ der Sorben | 1901 | westlicher Teil in Hammerbrook |                                                                                             |
| Steinbeker Straße (Lage)        | S632               | 0520                   | Weg nach (Kirch-)Steinbek | 1896 | |                                                                                             |
| Stoeckhardtstraße (Lage)        | S702               | 0350                   | Adolph Stoeckhardt, Chemiker und Agrarwissenschaftler | 1877 | ursprünglich bis zur Hasselbrookstraße (heute Peterskampweg) |                                                                                             |
| Süderstraße (Lage)              | S787               | 1090 (im Stadtteil)    | Flurname: nach der Lage parallel zum Süderkanal | 1869/1909 | westlicher Teil in Hammerbrook, östlicher Teil ab Braune Brücke seit August 2021 Neue Süderstraße |                                                                                             |
| Von-Heß-Weg (Lage)              | V102               | 0140                   | Jonas von Hess, Topograph und „patriotischer“ Publizist | 1928 | |                                                                                             |
| Wackerhagen (Lage)              | W006               | 0210                   | nach einem Hamburger Finanzdeputierten, der als einer der ersten hier im 16. Jahrhundert Land erwarb                                                                      | 1929 | |                                                                                             |
| Walter-Gutmann-Weg (Lage)       | W                  | 0115                   | Walter Gutmann (1893–1943), Hamburger Kaufmann, Widerstandskämpfer, Opfer des Nationalsozialismus                                                                         | 2022 | Fußweg im Park „Rosengarten“ zwischen Wackerhagen und Diagonalstraße | Walter-Gutmann-Weg                                                                          |
| Wendenstraße (Lage)             | W164               | 1350 (im Stadtteil)    | nach dem „Volksstamm“ der Wenden | 1869/1909 | westlicher Teil in Hammerbrook |                                                                                             |
| Wetkesgarten (Lage)             | W204               | 0100                   | nach dem hier gelegenen Landsitz der Patrizierfamilie Wetken | 1929 | |                                                                                             |
| Wicherns Garten (Lage)          | W217               | 0150                   | Johann Hinrich Wichern | 1930 | | Wicherns Garten                                                                             |
| Wichernsweg (Lage)              | W218               | 0490                   | Johann Hinrich Wichern und seiner Frau Amanda | 1890 | |                                                                                             |
| Wolfshagen (Lage)               | W382               | 0190                   | Flurname in Erinnerung an die früher im Hasselbrook lebenden Wölfe | 1910 | der südliche Abschnitt hieß vor 1945 Louisenallee |                                                                                             |
| Wurmsweg (Lage)                 | W428               | 0120                   | Christian Friedrich Wurm, Professor am Akademischen Gymnasium und Abgeordneter der Frankfurter Nationalversammlung                                                        | 1938, zuvor: Veits Weg                                                                                             | |                                                                                             |
| Zweite Borstelmannbrücke (Lage) | –                  | 0035                   | siehe Borstelmannsweg | 1930 | |                                                                                             |
| Zweite Diagonalbrücke (Lage)    | –                  | 0035                   | siehe Diagonalstraße | 1930 | im Verlauf der Diagonalstraße über den Rückerskanal |                                                                                             |
| Zweite Grevenbrücke (Lage)      | –                  | 0035                   | siehe Grevenweg | 1930 | westliche Hälfte in Hammerbrook |                                                                                             |
| Zweite Luisenbrücke (Lage)      | –                  | 0035                   | siehe Luisenweg | 1930 | |                                                                                             |

## Nicht mehr vorhandene Straßen
- Boons Weg (Parallelstraße zum Luisenweg und Kentzlerdamm)
- Dimpfels Weg (zwischen Beltgens Garten und Hammer Weg, nicht zu verwechseln mit dem heutigen, weiter östlich gelegenen Dimpfelweg)
- Dorotheen-Allee (zwischen Jordanstraße und Ritterstraße)
- Ellernbusch (Verbindung zwischen Saling und Wolfshagen)
- Grüner Weg (etwa beim heutigen Wackerhagen)
- Vikarienweg (südlich des Pröbenwegs)

Inoffizielle Straßennamen
- Louisenallee (zwischen Mittelallee und Stoeckhardtstraße, Verbindung zwischen Mittelstraße (heute Carl-Petersen-Straße) und Hinter den Höfen (heute Sievekingdamm), nicht zu verwechseln mit dem Luisenweg!)
- Mittelallee (westlich parallel zur Louisenallee, Verbindung zwischen Mittelstraße (heute Carl-Petersen-Straße) und Hinter den Höfen (heute Sievekingdamm))